# Martin Wißner
Martin Wißner, auch Martin Wissner, (* 1985 in Augsburg) ist ein deutscher Schauspieler.

## Leben
Martin Wißner absolvierte von 2003 bis 2007 eine Schauspielausbildung an der Bayerischen Theaterakademie August Everding. Diese schloss er im Sommer 2007 mit dem Diplom als Bühnenschauspieler ab. Während seines Studiums trat er in der Spielzeit 2005/06 am Prinzregententheater in München unter der Regie von Dieter Dorn in dessen Inszenierung von William Shakespeares Tragikomödie Der Kaufmann von Venedig auf. 2006 spielte er am Prinzregententheater in Das Ballhaus, ein „Schauspiel ohne Worte“, in einer Inszenierung von Jochen Schölch.
Ab der Spielzeit 2007/08 war Wißner bis 2013 festes Ensemblemitglied am Schauspielhaus Hamburg. Dort spielte er unter anderem im Oktober 2007 den Jason in der Hamburger Premiere des Theaterstücks Pornographie von Simon Stephens und im März 2010 den Chadwick in der deutschsprachigen Erstaufführung von Simon Stephens’ Theaterstück Punk Rock. In der Spielzeit 2011/12 übernahm er die Rolle des  jüngsten Sohn und Epileptikers Menuchim in Klaus Schumachers Inszenierung des Hiob-Romans von Joseph Roth.
Ab der Spielzeit 2013/14 war er bis 2019 festes Ensemblemitglied am Theater Heidelberg. In der Spielzeit 2019/20 gastierte er als Lysander in Ein Sommernachtstraum am Theater Hagen. Ab 2020 war er als Gast weiterhin am Theater Heidelberg verpflichtet. Ab 2022 spielte er dort den älteren Courage-Sohn Eilif in Mutter Courage und ihre Kinder (Regie: Markus Dietz) und den Zeitungsreporter Werner Tötges in Die verlorene Ehre der Katharina Blum (Regie: Ruth Messing). Im Sommer 2023 trat er bei den Heidelberger Schlossfestspielen als Wachtmeister Paul Werner in Minna von Barnhelm auf. Seit der Spielzeit 2024/25 gehört Wißner erneut zum festen Ensemble am Theater Heidelberg.
Sein TV-Debüt gab Wißner in Wie ist die Welt so stille (2008) aus der Kriminalreihe Polizeiruf 110. Wißner verkörperte die Rolle des verstörten Nachbarsjungen Johannes Ottl, der als Tatverdächtiger für einen Mehrfachmord in Betracht kommt. Wißner erhielt für sein Filmdebüt sehr gute Kritiken. Er spielte die Rolle „einfühlsam und schnörkellos“, mit „gebotener Undurchdringlichkeit und Verschlagenheit - und der ganzen Hilflosigkeit eines Pubertierenden“. Im Polizeiruf 110: Ein todsicherer Plan (2011) war er in der Rolle des Entführers René Scheffler zu sehen.
Wißner übernahm seit 2008 weitere Film- und Fernsehrollen. Mittlerweile war er neben seiner Theaterarbeit in etwa 20 TV-Produktionen zu sehen. In der 2. Staffel der ZDF-Serie Doktor Martin (2009) hatte er eine Episodenhauptrolle als junger Mann, der Anzeichen einer Salmonellenvergiftung aufweist und ein düsteres Geheimnis mit sich herumträgt. In der 3. Staffel der ZDF-Krimiserie Notruf Hafenkante (2009) übernahm er eine Episodenrolle als junger Boxer. Von Oktober 2011 bis ins Frühjahr 2012 war Wißner in der ARD-Vorabendserie Heiter bis tödlich: Nordisch herb als Polizeiermittler Rayk Kilian in einer Hauptrolle zu sehen.
Martin Wißner lebt in München.

## Theaterrollen (Auswahl)

### Deutsches Schauspielhaus Hamburg
- 2007: Krabat in Krabat von Otfried Preußler, Regie: Markus Bothe
- 2008: Jason in Pornographie von Simon Stephens, Regie: Sebastian Nübling
- 2008: Sebastian [Rollenübernahme] in Was ihr wollt, Regie: Klaus Schumacher
- 2008: Morten in Ein Volksfeind, Regie: Jarg Pataki
- 2009: Beerboom in Wer einmal aus dem Blechnapf frißt nach dem Roman von Hans Fallada, Regie: Daniel Wahl
- 2010: Tybalt in Romeo und Julia, Regie: Klaus Schumacher
- 2010: Chadwick in Punk Rock von Simon Stephens, Regie: Daniel Wahl
- 2010: Warteraum Zukunft von Oliver Kluck, Regie: Alice Buddeberg
- 2011: Franky in Eltern von Franz Wittenbrink, Regie: Franz Wittenbrink
- 2011: Menuchim in Hiob nach dem Roman von Joseph Roth, Regie: Klaus Schumacher

### Theater Heidelberg
- 2013: Andreas Kragler in Trommeln in der Nacht, Regie: Holger Schultze
- 2014: Maik in Tschick, Regie: Susanne Schmelcher
- 2014: Orest in Die Orestie, Regie: Ingo Berk
- 2015: Romeo in Romeo und Julia, Regie: Markus Heinzelmann
- 2016: Danforth in Hexenjagd, Regie: Isabel Osthues
- 2017: Martin in Nimby von Arthur Miller, Regie: Collectivo Zoologico
- 2018: Armin in Die Anschläge von nächster Woche von Thomas Arzt, Regie: Brit Bartkowiak
- 2019: Frieder in Auerhaus von Bov Bjerg, Regie: Ekat Cordes
- 2022: Eilif in Mutter Courage und ihre Kinder, Regie: Markus Dietz
- 2022: Werner Tötges in Die verlorene Ehre der Katharina Blum, Regie: Ruth Messing
- 2023: Paul Werner in Minna von Barnhelm, Regie: Ronny Jakubaschk
- 2024: Joseph Schmitz in Biedermann und die Brandstifter, Regie: Susanne Schmelcher
- 2024: Gouverneur / Bauer / Jussup / u. a. in Der kaukasische Kreidekreis, Regie: Holger Schultze
- 2025: Guildenstern [Rollenübernahme] in Hamlet, Regie: Holger Schultze
- 2025: Bernard / Howard Wagner in Tod eines Handlungsreisenden, Regie: Ronny Jakubaschk

## Filmografie (Auswahl)
- 2008: Polizeiruf 110: Wie ist die Welt so stille (Fernsehreihe)
- 2009: Kommissarin Lucas – Vergessen und Vergeben (Fernsehreihe)
- 2009: Notruf Hafenkante – Knock Out (Fernsehserie, eine Folge)
- 2009: Doktor Martin – Blut ist dicker (Fernsehserie, eine Folge)
- 2009: Berlin 36 (Kinofilm)
- 2009: Stiller See (Kurzfilm)
- 2009: Tatort: Bittere Trauben (Fernsehreihe)
- 2009: Tatort: … es wird Trauer sein und Schmerz (Fernsehreihe)
- 2010: Großstadtrevier – Liebe macht blind (Fernsehserie, eine Folge)
- 2011: Polizeiruf 110: Ein todsicherer Plan (Fernsehreihe)
- 2011–2012: Heiter bis tödlich: Nordisch herb (Fernsehserie)
- 2013: Unter anderen Umständen: Der Mörder unter uns (Fernsehreihe)
- 2013: SOKO Köln – Späte Reue (Fernsehserie, eine Folge)
- 2020: Großstadtrevier – Absolute Anfänger (Fernsehserie, eine Folge)
- 2020: Die Rosenheim-Cops – Grün ist der Tod (Fernsehserie, eine Folge)
- 2021: SOKO Hamburg – Raserhölle (Fernsehserie, eine Folge)
- 2022: Nord Nord Mord: Sievers und das mörderische Türkis (Fernsehreihe)
- 2022: Lena Lorenz: Freiheit (Fernsehreihe)
- 2022: Watzmann ermittelt – Blattschuss (Fernsehserie, eine Folge)
- 2022: WaPo Bodensee – Im Dunkeln (Fernsehserie, eine Folge)
- 2024: Die Chefin – Fake News (Fernsehserie, eine Folge)